# Ӵ

Darstellung des kyrillischen Buchstaben Tsche

Das Ӵ, ӵ  ist ein Buchstabe des kyrillischen Alphabets, bestehend aus einem Ч mit Trema. Verwendet wird er in der udmurtischen Sprache, in dessen Alphabet er der 30. Buchstabe ist und die stimmlose postalveolare Affrikate [t͡ʃ] repräsentiert.
In der lateinischen Transkription wird er als Če bzw. Ts(c)he dargestellt.